# Морру-Гранди
Морру-Гранди (порт. Morro Grande)  —  муниципалитет в Бразилии, входит в штат Санта-Катарина. Составная часть мезорегиона Юг штата Санта-Катарина. Входит в экономико-статистический  микрорегион Арарангуа. Население составляет 2834 человека на 2006 год. Занимает площадь 256,468 км². Плотность населения — 11,1 чел./км².

## История
Город основан 30 марта 1992 года.

## Статистика
- Валовой внутренний продукт на 2003 составляет 29.044.212,00 реалов (данные: Бразильский институт географии и статистики).
- Валовой внутренний продукт на душу населения на 2003 составляет 10.112,89 реалов (данные: Бразильский институт географии и статистики).
- Индекс развития человеческого потенциала на 2000 составляет 0,790 (данные: Программа развития ООН).

## География
Климат местности: субтропический.